# Флавиль
Флавиль (нем. Flawil) — город в Швейцарии, в кантоне Санкт-Галлен.
Входит в состав округа Виль. Население составляет 10 425 человек (на 31 декабря 2019 года). Официальный код — 3402.

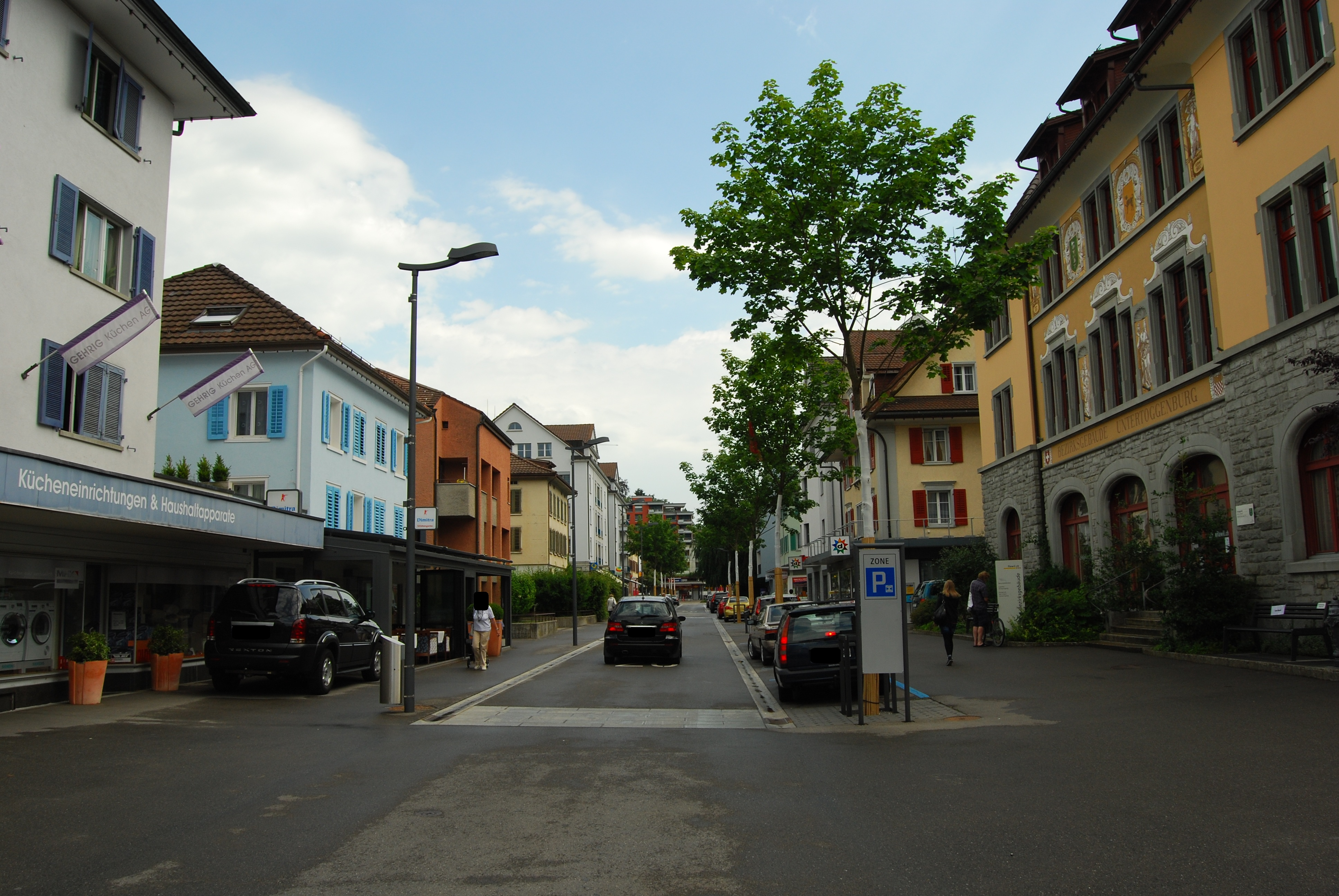
Флавиль